# 陳欣 (演員)
陈欣（4月28日—），原名陈紫铭，中国男演员，吉林四平人。2006年毕业於中央戏剧学院表演系。经纪公司为北京优尼乐文化艺术有限公司。

## 演出作品

### 电视剧
- 2010年《将爱情进行到底2》饰 言小飞
- 2012年《民兵葛二蛋》饰 石虎[1]
- 2014年《匹夫英雄》饰 孙副官[2]
- 2014年《兵王》饰 侯建国
- 2015年《猜拳》饰 七牛[3]
- 2018年《神风刀》饰 猴子

### 网路剧
- 2015年《疗伤客栈》第一季 饰 繁星
- 2016年《糖小姐探案集》饰 魏阙[4]